# Worben
Worben – gmina (niem. Einwohnergemeinde) w Szwajcarii, w kantonie Berno, w regionie administracyjnym Seeland, w okręgu Seeland.

## Demografia
W Worben mieszkają 2 404 osoby. W 2020 roku 10,6% populacji gminy stanowiły osoby urodzone poza Szwajcarią.

## Transport
Przez teren gminy przebiegają autostrada A6 oraz droga główna nr 6.